# Паэс, Рауль
Рауль Альберто Паэс (исп. Raúl Alberto Páez; 26 мая 1937, Кордова — 1996) — аргентинский футболист, выступавший на позиции защитника.

## Клубная карьера
Рауль Паэс начинал свою футбольную карьеру в клубе «Сан-Лоренсо», в которой он всю почти её и провёл. В 1959 году в составе «Сан-Лоренсо» он выиграл чемпионат Аргентины. В 1968 году Паэс перешёл в клуб «Кильмес», где и завершил свою карьеру в том же году.

## Международная карьера
Рауль Паэс попал в состав сборной Аргентины на Чемпионате мира 1962 года. Из 3-х матчей Аргентины на турнире Паэс провёл две: матчи группового этапа против сборных Болгарии и Англии, последнюю встречу против Венгрии Паэс пропустил.

## Достижения

### Клубные
Сан-Лоренсо
- Чемпионат Аргентины (1): 1959 (чемпион)